# Kilangan (Singkil)
Kilangan is een bestuurslaag in het regentschap Aceh Singkil van de provincie Atjeh, Indonesië. Kilangan telt 1586 inwoners (volkstelling 2010).